# 4648 Tirion
4648 Tirion è un asteroide della fascia principale del diametro medio di circa 12,29 km. Scoperto nel 1931, presenta un'orbita caratterizzata da un semiasse maggiore pari a 2,3945982 UA e da un'eccentricità di 0,1859148, inclinata di 9,77933° rispetto all'eclittica.